# وزارت امور سرحدات، اقوام و قبایل
وزارت امور سرحدات، اقوام و قبایل یکی از وزارت‌های کلیدی افغانستان به‌شمار می‌رود که وظایف مهمی را در امر تحکیم هرچه بیشتر و بهتر وحدت ملی، حاکمیت ملی، سلامت حدود سیاسی کشور، ارتقأ سطح زندگی اجتماعی، اقتصادی و فرهنگی ساکنین سرحدات و اطراف مرز دیورند انجام می‌دهد.
این وزارتخانه با داشتن ادارات مرکزی و ولایتی در تمام اوضاع و احوال سیاسی کشور نقش اساسی و محوری خود را در تحکیم خطوط سرحدی و خط فرضی دیورند با حفظ روابط عنعنوی، فرهنگی، اجتماعی، سنتی، دینی، و سیاسی با قبائیل آن طرف خط دیورند تأمین نموده و حراست از سرحدات و خط فرضی دیورند جزو اساسی مسؤولیت‌های وظیفوی این وزارت با ایجاد همآهنگی بین ادارات مرکزی و واحدهای دومی جهت نیل به اهداف یاد شده به‌شمار می‌رود که نظر به امکانات دست داشته بودجوی در حالات خاص با سران اقوام، متنفذین و علمأی دینی جهت حل معضلات ساحوی، سرحدی و اطراف خط دیورند تفاهمات صورت می‌گیرد و در این راستا توانسته با جلب پشتیبانی و حمایت اقوام، پایه‌های مردمی و حاکمیت ملی دولت افغانستان را تحکیم ببخشد.

## تاریخچه
در سال ۱۳۰۰ هجری شمسی مطابق ۱۹۲۱ میلادی در وقت زمامداری امیر امان الله خان غازی یک شعبه خاص در چهارچوب قلم مخصوص صدارت عظمی ایجاد گردید که به امور قبائیلی و مرزی رسیدگی می‌نمود. مشابه چنین شعبه‌ای در زمان امیر شیرعلی خان و امیر عبدالرحمن خان نیز وجود داشت.
این شعبه در سال ۱۳۱۱ شمسی مطابق ۱۹۳۲ میلادی در زمان صدارت سردار محمد هاشم خان به مدیریت عمومی مستقل در چوکات صدارت عظمی ارتقأ یافت.
در سال ۱۳۲۶ شمسی مطابق ۱۹۴۷ میلادی در زمان حکومت شاه محمود خان اداره‌ای به نام ریاست قبائیل ایجاد گردید. در ترکیب این ریاست اداره‌ای بنام مدیریت عمومی تبلیغات وجود داشت که این مدیریت پیشبرد امور فرهنگی، کلتوری، سیاسی، تحقیقاتی و مطالعاتی و وظایف اطلاعاتی و جمع‌آوری معلومات‌های اوپراتیفی و تدویر جرگه‌ها و شوراها را به عهده داشت.
بر اثر سعی و تلاش این اداره، تا سال ۱۳۴۲ در تمام مساجد ساحات خط تحمیلی دیورند خطبه به نام پادشاه افغانستان خوانده می‌شد.
قبل از اینکه پاکستان به وجود بیاید یک و نیم ماه قبل در ماه جون سال ۱۹۴۷ میلادی در بنو پاکستان لویه جرگهٔ وسیعی تحت سرپرستی خان امیر محمد خان تشکیل و ضمن آن صوبه سرحد انگلیسی به نام پشتونستان آزاد اعلام و خواهان آزادی و حق خود ادایت از اشغالگران انگلیسی شدند. حکومت افغانستان پشتیبانی از این اعلام را وظیفه اخلاقی و سیاسی خود دانست. این اداره دفتری به نام تبلیغات داشت که وظیفهٔ آن جمع‌آوری معلومات در مورد فعالیت‌های کلتوری، فرهنگی، قومی و آزادی خواهی آن طرف خط تحمیلی دیورند بود. همچنین این اداره وظیفه داشت تا ارتباط همه جانبه و مؤثری با سران قومی، روشنفکران، روحانیون و دیگر اقشار جامعه داشته باشد. که این دفتر به نام ریاست تحقیق و مطالعات مستمی گردید.
در تاریخ ۱۹ سنبله سال ۱۳۳۲ شمسی مطابق ۶ سپتمبر ۱۹۵۳ میلادی سردار محمد داود خان ریاست قبائیل را در چوکات کابینه به ریاست مستقل قبائیل ارتقأ داد.
در ۲۶ سرطان سال ۱۳۵۲ مطابق ۱۶ ژوئیه سال ۱۹۷۳ با استقرار نظام جمهوری توسط سردار محمد داود خان ریاست مستقل قبائیل به وزارت امور سرحدات و قبائیل در چوکات کابینه تبدیل شد. در برج اسد سال ۱۳۶۰ نام وزارت امور سرحدات و قبائیل به نام وزارت امور اقوام و قبائیل تعدیل و به تعقیب آن به اسم وزارت امور سرحدات، اقوام و قبائیل مسمی گردید که تاکنون به همین نام یاد می‌شود.

## وظایف
بعد از دوره سقوط طالبان و استقرار حاکمیت دولتی و ملی و ایجاد دولت منتخب جمهوری اسلامی افغانستان به وزارت امور سرحدات وظایف جدیدی سپرده شد. وزارت امور سرحدات، اقوام و قبایل موظف گردید تا در تأمین وحدت ملی بین اقوام و همچنین تأمین امنیت، صلح و سلم در کشور با جلب همکاری اقوام، تأمین ارتباطات برادرانه بین اقوام و تشدید مبارزه بر ضد کاشت و قاچاق مواد مخدر با همکاری اقوام و همچنین تشدید مبارزه با تمام نابسامانی‌های ضد وحدت ملی و تأمین امنیت در جذب ارگان‌های امنیتی و حفظ سرحدات کشور توسط اقوام که مؤثریتش بیشتر و کاری است.
همچنین حل منازعات سرحدی با همسایه‌ها در جنب وزارت امور خارجه و دیگر ارگان‌های زیربط دولتی و هم حل مشکلات قبایلی آن طرف خط دیورند در داخل افغانستان می‌باشد.

## فعالیت‌ها
وزارت امور سرحدات، اقوام و قبائیل چنانچه از نامش پیدا است، نقش بسیار عمده‌ای در تحکیم وحدت ملی، روابط نیک و حسنه بین اقوام و قبائیل ساکن کشور از طریق تدویر جرگه‌ها که یکی از عنعنات تاریخی و ملی افغانستان به‌شمار می‌رود، تاجایی که در طول تاریخ افغانستان به نام کشور جرگه‌ها یاد می‌شود، ایفأ نموده و در این راستا با طرح و تطبیق پلان‌های کاری مطابق استراتیژی و پالیسی خویش گام‌های استواری را برداشته و به پیش می‌رود.
همچنین این وزارت به بهبود زندگی اجتماعی، اقتصادی و فرهنگی ساکنین سرحدات و اطراف خط فرضی دیورند توجه داشته و در امر ایجاد شرایط مساعد برای تعلیم و تربیه فرزندان آن اقدامات عملی نموده و در طی سال‌های گذشته هزاران جوان در لیسه‌های رحمن بابا و خوشحال خان تعلیمات خویش را از صنوف ۶ الی ۱۲ ادامه داده و به منظور تحصیلات عالی از طریق سپری نمودن امتحانات کانکور معرفی گردیده‌اند. در لیسه‌های متذکره برای آموزش بهتر شرایط تقریباً خوب زندگی در لیلیه‌های این لیسه‌ها برای شاگردان مساعد گردیده و به اعاشه و اباته‌شان نیز توجه دایمی صورت گرفته و می‌گیرد.
در سال ۱۳۸۷ تعداد ۳۸۱۰ تن شاگرد در دو لیسه مذکور مصروف آموزش بودند و ۶۹۴ تن از صنوف دوازدهم این لیسه‌ها فارغ گردیدند و در سال ۱۳۸۸ با توجه خاص رهبری وزارت، تعداد قابل ملاحظه‌ای از شاگردان ولایات همجوار خط فرضی دیورند و همچنین آن طرف خط دیورند و بعضی ولایات ناامن اغغانستان جذب گردیده و تلاش می‌گردد تا مشکلات کمبود لیلیه و محل تدریس را از طـــریق فعال نمودن لیسه نمبر ۲ خوشحال خان در دشت پدوله حل نماید و از این طریق زمینه آموزش بهتر را برای تعدادی از فرزندان اقوام و قبائیلی که در شرایط نامساعد امنیتی و نبود لیسه‌ها در محلات‌شان به سرمی‌برند آماده سازند.

## وزیرها
| شماره                                | تصویر | وزیر                    | تصدی      | مدت   | حزب   | رئیس‌جمهور |
| ------------------------------------ | ----- | ----------------------- | --------- | ----- | ----- | --------- |
| جمهوری اسلامی افغانستان (۲۰۰۱–اکنون) |       |                         |           |       |       |           |
| ۱                                    |       | امان‌الله زدران          | ۲۰۰۱ ۲۰۰۲ | ۱ سال | مستقل | حامد کرزی |
| ۲                                    |       | عارف نورزی              | ۲۰۰۲ ۲۰۰۴ | ۲ سال | مستقل | حامد کرزی |
| ۳                                    |       | ژنرال عبدالکریم براهویی | ۲۰۰۴ ۲۰۰۹ | ۴ سال | مستقل | حامد کرزی |